# Au pays des indiens pygmées

Au pays des indiens pygmées (Land of the Pygmy Indians en version originale) est une histoire en bande dessinée de Carl Barks publiée en juin 1957. L'histoire met en scène les Peeweegahs, dont c'est la première apparition, Donald Duck, Balthazar Picsou et Riri, Fifi et Loulou.

## Synopsis
Picsou décide d'acheter des terres se trouvant au nord du lac Supérieur afin de fuir la pollution de Donaldville causée par ses propres usines et d'y entreposer son argent en toute sécurité. Picsou emmène alors Donald et ses neveux pour « chasser » des métaux précieux mais les aventuriers sont très vite encouragés à quitter la région par des ennemis invisibles et inconnus.
Les protagonistes amerrissent au beau milieu de la propriété et découvrent un territoire pur où les animaux n'ont pas de craintes vis-à-vis de l'Homme. Picsou fait, comme à son habitude, du zèle, voyant dans l'air pur, la viande d'élan, les arbres et les roseaux un bon moyen de s'enrichir un peu plus. Il en vient même à vouloir utiliser les possibles gaz naturels de la région pour alimenter ses usines chimiques. Il est vite rappelé à l'ordre par ses trois petit-neveux, désabusés. Le soir venu, la troupe s'installe sur un banc de sable et découvre le lendemain que leur équipement se trouve dans le lac. Rire, Fifi et Loulou cherchent rapidement des indices pour trouver le coupable, comprenant que l'on veut les voir partir, tandis que Picsou n'est préoccupé par la composition minérale du terrain.
Les héros rattrapent de justesse leur canoë déplacé par un élan avant de monter à bord. Ils découvrent une flèche ornée de plumes attachée un arbre montrant un œuf, chose surprenante puisque l'agent immobilier avait certifié qu'il n'y avait pas d'indiens en ces lieux. Les canards ne tiennent pas compte de leurs menaces et sont bien décidés à les rencontrer. Décidé à leur faire payer « toutes sortes d'impôts » Picsou est accueilli par des dizaines de flèches et veut aller chercher la police. Les héros n'ont toujours pas vu leurs ennemis quand ils aperçoivent des plumes se déplacer dans les hautes herbes, suggérant des indiens qui rampent, mais à une vitesse inhabituellement rapide. Picsou et ses neveux arrivent finalement à leur village et découvrent qu'il s'agit d'indiens pygmées, encore inconnus de leur manuel, expliquant la petitesse des flèches et leur vitesse dans les hautes herbes. Les indiens prennent peur et s'enfuient dans la forêt alors que les héros ne leur veulent pas de mal.
Les « visages pâles » font semblant de fuir afin de revenir dans la nuit et de capturer l'un d'eux. Les héros trouvent le campement des indiens qui dansent autour d'un feu de camp et décident de tester leurs intentions en les faisant croire qu'ils veulent discuter dans l'unique but qu'ils pêchent un esturgeon géant. Un indien décide de s'éloigner du campement après avoir entendu un bruit suspect et est aussitôt capturé par les canards. Les héros rament toute la nuit jusqu'à leur hydravion et découvrent que ce dernier a été coulé. L'indien communique avec les animaux ce que les héros prennent pour une plaisanterie afin de leur faire peur. Cependant, le pygmée est détaché par un chat sauvage et disparait rapidement. Mis à l'eau par le félin, les aventuriers décident de se cacher dans les roseaux mais sont rapidement découverts par des poissons-couteaux.
Capturés, les héros sont emmenés au campement afin qu'ils puissent s'expliquer. Picsou raconte que ces terres lui appartiennent et qu'un homme de la ville lui a vendu, ce à quoi le chef pygmée réplique que les éléments naturels et les animaux du territoire n'ont pas signé ce contrat, sous l'acclamation des trois petit-neveux. Picsou tente alors de manipuler les indiens avant d'être contredit par ses instincts. Les pygmées demandent alors à Picsou de prouver sa sincérité en ramenant le roi des esturgeons sur la rive.
Donald tente de pêcher le poisson avec une citrouille reliée à un arbre par une corde, sans compter sur la force du géant qui arrache l'arbre avec facilité. Après plusieurs minutes de ski nautique, Donald se réfugie dans les branches d'un sapin tandis que les neveux fabriquent une « pilule » grâce aux métaux rares trouvés par Picsou. L'esturgeon ayant avalé le sapin comme « une simple branche de céleri », Donald tente de regagner la rive à la nage et est sauvé in-extremis par ses neveux et sort en vainqueur de la bouche du géant. Les indiens offrent de fumer le calumet de la paix à Picsou ce qui le rend aussitôt malade. On apprend ensuite qu'un indien y a ajouté une pincée « d'oxyde de Strombolium ». Picsou est réveillé par le « merveilleux parfum » des usines de Donaldville et décide de faire cadeaux de ses terres aux indiens pour ne plus entendre parler d'eux et de leur « affreux tabac ».

## Fiche technique
- Code INDUCKS : W US   18-02
- Éditeur :
- Titre original : Land of the Pygmy Indians
- Titre français : Au pays des indiens pygmées[N 1]
- 27 planches
- Auteur et dessinateur : Carl Barks
- Première publication : Land of the Pygmy Indians en juin 1957 aux États-Unis dans le Uncle Scrooge no 18.
- Première publication en France : L'onc'Picsou chez les pygmées en septembre 1959 dans Le Journal de Mickey en quatre parties dans les numéros 380 à 383.